# Прохоренко, Николай Николаевич
Николай Николаевич Прохоренко (род. 10 марта 1989) — российский спортсмен, чемпион мира по легкому универсальному бою среди мужчин 2010 года.

## Биография
Родился 10 марта 1989 года в городе Волжском Волгоградской области. После переезда в Москву учился в ЦО «Самбо-70» и окончил его. 
Выступал на Чемпионате России по универсальному бою и занял второе место, попав в мужскую сборную России по универсальному бою. После чего успех пришел на Чемпионате Мира в 2010 году в Медыни (Россия), где Николай выиграл золотую медаль, тем самым ему было присвоено звание МСМК. На этом его успехи не закончились, сразу же после Чемпионата Мира, начал подготовку к Чемпионату Европы который проходил в Кусаре (Азербайджан), где выступил также успешно, на золотую медаль.